# Фуджи
Вулканът Фуджи (на японски: 富士山, Фуджисан или, по английската Система на Хепбърн Fuji) се намира на остров Хоншу и е най-високата точка на Японските острови – 3776 m. Вулканичната дейност е затихнала (последно изригване-около 1707 г.), когато вулканичната пепел стигнала до Токио, отдалечен на 100 km. Сега кратерът е покрит почти през цялата година с гъста снежна покривка с изключение на месеците юли и август, когато е най-удобното време за изкачване.
Вулканът Фуджи е не само чудо на природата, но и свещено място. Будистите го почитат като врата към отвъдния свят. Кратерът на вулкана е известен с името Найин (Светилището). Фуджисан заема важно място и в древната японска религия шинтоизъм, чиито последователи вярват, че скалите, дърветата и всички природни форми се обитават от богове и духове.
Със своя покрит със сняг конусовиден връх, елегантно спускащи се склонове и идеално кръглата форма на основата, Фуджи е изключително красив. Издигайки се стремително към небето почти от морското равнище, при ясно време той се вижда от разстояние 80 км. Фуджисан е млад вулкан – появил се е преди около 600 000 години. Известни са 18 негови изригвания.
Най-добре е да се озовете на върха на Фуджи по залез, когато по небето, като по огромна палитра, греят невероятни цветове. До 1868 г. било забранено на върха да се изкачват жени. Според японците е недопустимо да не изкачиш Фуджи поне веднъж в живота си, както е нелепо да го изкачиш повече от един път.
Най-посещаваната планина в света е именно Фуджисан.
- Katsushika Hokusai
- Изгрев, видян от връх Фуджи